# Культура чёрной и красной керамики

Некоторые археологические памятники Культуры чёрной и красной керамики (обозначены красным)

Культура чёрной и красной керамики — археологическая культура севера полуострова Индостан эпохи раннего железного века. Датируется примерно 12 — 9 вв. до н. э., и связывается с ведийской цивилизацией времён после Ригведы.
В ряде археологических памятников чёрно-красная керамика встречается наряду с позднехараппской керамикой, и по мнению ряда учёных, могла оказать прямое влияние на такие культуры, как культура расписной серой керамики и культура северной чёрной лощёной керамики.  К западу от долины Инда чёрно-красная керамика не встречается.
Культура распространялась от долины Ганга через Уттар-Прадеш до востока области Виндхья и Западной Бенгалии.
На территории Бенгалии культура чёрно-красной керамики существовала в период 15-3 ч. до н. э.
Железо стало употребляться всего через два столетия после наступления железного века в Анатолии, и за два-три столетия до наступления железного века у кельтов. Недавние находки на севере Индии говорят об использовании обработки железа с 1800 г. до н. э. По мнению Шаффера, «по природе и контексту железные предметы [культуры чёрной и красной керамики] сильно отличаются от ранних железных предметов юго-восточной Азии».
Потомком данной культуры является культура серой расписной керамики.